# Balsa tristrigella
Balsa tristrigella là một loài bướm đêm trong họ Noctuidae.